# Aeroportul Rijeka
Aeroportul Rijeka (IATA: RJK, ICAO: LDRI) este un aeroport din Comuna Omišalj, Primorje-Gorski kotar, Primorje-Gorski Kotar, Croația ce deservește zona Rijeka. Aeroportul a fost tranzitat în 2022 de 164.086 de pasageri. A fost deschis în 2 mai 1970 și numit după zona deservită.
Situat la o altitudine de 85 m, aeroportul dispune de 1 pistă.

## Infrastructură

### Piste
Aeroportul dispune de o singură pistă. Pista 14/32 are suprafața de asfalt și dimensiunile 2.500 m × 45 m. 